# Спирово (Волховский район)
Спирово — деревня в Пашском сельском поселении Волховского района Ленинградской области.

## История
Деревня Спирова упоминается на карте Санкт-Петербургской губернии Ф. Ф. Шуберта 1834 года.
На карте Ф. Ф. Шуберта 1844 года деревни по правому берегу реки Кондежка обозначены как Волость Кондежская.

СПИРОВА — деревня владельческая при реке Кондюшке, число дворов — 12, число жителей: 36 м. п., 38 ж. п. (1862 год)

В 1874—1875 годах временнообязанные крестьяне деревни выкупили свои земельные наделы у М. И. Лугвеневой и стали собственниками земли.
Согласно епархиальным сведениям 1899 года деревня относилась к приходу Крестовоздвиженской церкви Шижнемского погоста в селе Часовенское.
В конце XIX — начале XX века деревня административно относилась к Николаевщинской волости 3-го стана Новоладожского уезда Санкт-Петербургской губернии.
По данным «Памятной книжки Санкт-Петербургской губернии» за 1905 год деревня Спирово входила в состав Кондежского сельского общества.
Согласно военно-топографической карте Петроградской и Новгородской губерний издания 1912 года деревня называлось Спирова.
По данным 1933 года деревня Спирово входила в состав Кондежского сельсовета Пашского района Ленинградской области.

Деревня Спирово на карте 1940 года

По данным 1966 и 1973 годов деревня Спирово входила в состав Кондежского сельсовета Волховского района.
По данным 1990 года деревня Спирово входила в состав Часовенского сельсовета.
В 1997 году в деревне Спирово Часовенской волости проживали 14 человек, в 2002 году — 21 человек (все русские).
В 2007 году в деревне Спирово Пашского СП — 12, в 2010 году — 16 человек.

## География
Деревня расположена в северо-восточной части района на автодороге Сорзуй — Новина.
Расстояние до административного центра поселения — 43 км.
Расстояние до ближайшей железнодорожной станции Паша — 44 км.
Деревня находится на правом берегу реки Кондега.

## Демография
| 1862 | 2002 | 2007 | 2010 | 2012 | 2017 |
| ---- | ---- | ---- | ---- | ---- | ---- |
| 74   | ↘21  | ↘12  | ↗16  | ↘12  | ↗23  |

### Национальный состав
Согласно данным Всероссийской переписи населения 2021 года в деревне проживали 12 человек, из них:
 русские — 11, украинцы — 1 человек.